# Église Saint-Pierre de René
Pour les articles homonymes, voir Église Saint-Pierre.
L'église Saint-Pierre est une église catholique située à René, en France.

## Localisation
L'église est située dans le département français de la Sarthe, sur la commune de René.

## Historique
L'édifice est inscrit au titre des monuments historiques en 2002.

## Architecture et extérieurs
L'église est dotée d'un caquetoire.